# Olle Håkansson
Olle Håkansson, né le 22 février 1927, et décédé le 11 février 2001, est un joueur de football suédois, qui jouait au poste de milieu de terrain.

## Biographie

### En club
Avec le club de l'IFK Norrköping, il remporte trois titres de  champion de Suède. 
Il joue quatre matchs en Coupe d'Europe des clubs champions avec cette équipe. Il inscrit un but face au club de l'Étoile rouge de Belgrade le 2 novembre 1957 lors des huitièmes de finale.

### En équipe nationale
Olle Håkansson reçoit sept sélections en équipe de Suède entre 1956 et 1958.
Il joue son premier match en équipe nationale le 21 octobre 1956 contre le Danemark et son dernier le 7 mai 1958 contre la Suisse.
Il est retenu par le sélectionneur George Raynor pour disputer la Coupe du monde 1958 organisée dans son pays natal. Il ne joue toutefois aucun match lors du mondial, où la Suède atteint la finale, en étant battue par le Brésil.

## Palmarès
- Finaliste de la Coupe du monde 1958 avec l'équipe de Suède
- Champion de Suède en 1952, 1956 et 1957 avec l'IFK Norrköping